# 소총 (운동)
소총(小銃) 은 소총 등 총기를 이용하여 일정한 거리를 두고 목표물을 겨누어 쏘아 맞히는 표적 도전활동을 말한다.

## 사격자세
사격자세에는 입사 (순우리말 : 서서쏴), 슬사 (순우리말 : 무릎쏴), 복사 (순우리말 : 엎드려쏴)가 있다.

## 소총의 사격
조준선 정렬, 표적 정렬, 정조준의 3단계로 이루어진다. 조준선을 정렬하여 우선 대충의 범위를 정하고, 표적을 정렬하여 맞출 표적을 정한 뒤, 마지막 정조준을 거쳐 정확한 조준을 시도한다.

## 사격의 작용: 반작용의 원리
총구에서 탄환이 발사 될 때 그 충격에 의한 반동이 총구에 전달되는데, 이것을 해소시키는 것이 사격의 관건이 된다.

## 사격경기의 안전 수칙
우선 사선에서는 통제관의 지시를 따르며, 빈총이라도 격발해서는 절대 안된다. 총구는 항상 하늘이나 땅을 향하고 있어야 하며, 사선에서는 표적만을 바라보아야 한다. 선수는 사선을 떠나기 전에 격발 장치의 개방, 약실 또는 탄창에 실탄이 없음을 확인해야 한다. 이 때, 사선 통제관도 함께 안전을 확인하는데 이에 불응하면 선수는 실격될 수 있다. 운영 요원이 사선 전방에 있을 때에는 총기 취급을 금지한다.

## 사격 심판법
사격 심판은 쥬리라고 하며, 수석통제관과 사선 통제관으로 구성된다.

### 쥬리
쥬리는 전체적인 경기의 조언과 감독의 임무를 수행하며, 규칙위반 시 선수들에게 다음과 같은 벌칙을 부과할 수 있다.
공식경고와 감점, 실격이 있다. 공식경고는 황색카드를 제시하며 구두로 표현하고, 감점은 최소 2명 이상이 감점 문구가 있는 녹색카드를 제시했을 때 발생하며, 실격은 과반수의 쥬리가 실격 문구가 있는 적색카드를 제시하면 된다.

### 수석 통제관
경기 운영에 관한 책임을 지며, 모든 사선 통제관과 사선 임원을 관장한다.

### 사선 통제관
경기의 실질적 운영을 책임진다. 선수의 준비 상태를 관찰하고 '준비' 소리를 들을 수 있는 곳에 위치하고 있어야만 한다. 경기 시작시 준비소리를 듣지 못하고, 각 선수들의 상태를 확인하지 못하면 안되기 때문이다. 각 표적 (군) 구역 별로 또는 5~10개의 사대마다 1명씩 임명하여야만 한다.